# スタニスワフ・ラジヴィウ

紋章

スタニスワフ・ラジヴィウ（ポーランド語表記：Stanisław Radziwiłł, リトアニア語表記：Stanislovas Radvila, 1559年5月12日 - 1599年3月19日）は、ポーランド・リトアニア共和国の構成国の一つ、リトアニア大公国の大貴族、公（帝国諸侯）。同国に絶大な影響力をもつ大貴族ラジヴィウ家の一員であった。

## 生涯
スタニスワフは1592年よりリトアニア宮内長官を、1595年よりジェマイティヤ公国総代官をそれぞれ務め、オルィカの初代オルディナト（世襲領主）となった。ミコワイ・ラジヴィウ・チャルヌィの息子の一人として、スタニスワフはカルヴァン派信徒として育てられたが、後には兄弟姉妹たちとともにカトリックに改宗した。彼はきわめて敬虔な人物であったため、「敬虔」を意味するポボジュヌィ（Pobożny）の綽名がついた。また彼はその学術的関心の高さでも知られ、多くの書物を買い集め、様々な言語を操る能力を駆使してそれらを読破していた。彼は政治に関わることはなかったが、国王ステファン・バートリ治下でのリヴォニア戦争には加わり、モスクワ・ロシアと戦った。